# District de Versailles
Le district de Versailles est une ancienne division administrative française du département de Seine-et-Oise qui exista de 1790 à 1795.

## Composition
Il était composé des cantons de Versailles, Chevreuse, Jouy, Limours, Longjumeau, Marly, Palaiseau et Sevres.